# Jeff Plate
Jeff Plate (Montour Falls, New York, 1962. március 26. –) amerikai dobos, aki a Savatage, a Trans-Siberian Orchestra, valamint a Metal Church együttesek dobosaként ismert, de dolgozott Chris Caffery oldalán is, 2009 óta pedig a Machines of Grace formációban is dobol.

## Korai évek
Jeff Plate a New York-ban található Elmira városában nőtt fel. Kisgyerekként a New York Yankees tagja szeretett volna lenni. Komoly baseball játékosi karriert dédelgetett, azonban egy csípőbaleset miatt fel kellett adnia álmait. 13 éves korában a TV-ben látott egy KISS felvételt, aminek hatására eldöntötte, hogy zenész lesz a jövőben. A dob állt hozzá a legközelebb, így eleinte a lakásban található bútorokat és kávésdobozokat kezdte el püfölni.
Tagjai volt az iskolai zenekarnak, de elmondása szerint nemigazán élvezte velük a közös zenélést.
Nála idősebb zenészekkel is játszott együtt, ami még inkább inspiráló hatással volt rá.
1981-ben Floridába költözött, hogy profi zenésszé váljon. Számításai nem jöttek be, így egy időre hazaköltözött, hogy 1983-ban Worcester felé vegye az irányt. Itt számos helyi zenekarban megfordult, többek között kis klubokban léptek fel.
1988-ban látta Simon Phillips egyik dobklinikáját, ami akkora hatással volt rá, hogy még komolyabban neki állt gyakorolni. Rengeteget tanult Dave Discenso-tól, majd hamarosan Bostonba költözött. Itt ismerkedett meg Matt Leff gitárossal, aki révén a Wicked Witch dobosa lett. Az együttesben az a Zachary Stevens énekelt, aki később a Savatage tagja lett.

## 90-es, 2000-es évek
A Wicked Witch rengeteget koncertezett a környéken, így az egyik legnépszerűbb helyi heavy metal zenekarnak számítottak. Az együttest azonban 1992-ben elhagyta Zachary Stevens, aki a Savatage tagja lett. Helyére több énekes is került, azonban Jeff megunta a helyben topogást, ezért 1993-ban New Yorkba költözött. Itt egy Voodoo Rodeo névre hallgató alternatív rock együttesben dobolt, jelentősebb sikerek nélkül.
1994-ben telefonhívást kapott Zachary Stevenstől, hogy van e kedve csatlakozni a Savatage zenekarhoz. A Handful of Rain album turnéján már Jeff ült a dobok mögött, valamint ő hallható és látható az együttes Japan Live '94 kiadványain is. 1995-ben elkészült az első olyan Savatage album, melyet ő dobolt fel. A Dead Winter Dead megjelenését újabb turnék követték, majd Jeff meghívást kapott a Savatage tagok által létrehozott Trans-Siberian Orchestra formációba is. A Savatage zenekarral még két nagylemezt készített (The Wake of Magellan, Poets and Madmen), de továbbra is felbukkant a Trans-Siberian Orchestra tagjaként. 2005-ben ő dobolta fel Chris Caffery Faces címre keresztelt szólóalbumát, de a gitáros következő nagylemezén (W.A.R.P.E.D.) is ő dobolt. Ezt követően csatlakozott a Metal Church együtteshez, így a This Present Wasteland albumot már Jeff dobolta fel. Ezt követően azonban a Metal Church feloszlott, így Plate egy új formációt hívott életre. A Machines of Grace együttes tulajdonképpen a Wicked Witch-nek is tekinthető, hiszen Jeff újra Matt Leff gitárossal, Chris Rapoza basszusgitárossal, valamint Zachary Stevens énekessel dolgozik együtt.

## Diszkográfia

### Savatage
- Dead Winter Dead (1995)
- Japan Live '94 (1995)
- The Wake of Magellan (1998)
- Poets and Madmen (2001)

### Trans-Siberian Orchestra
- Christmas Eve and Other Stories (1996)
- The Christmas Attic (1998)
- Night Castle (2009)

### Metal Church
- This Present Wasteland (2008)

### Machines of Grace
- Machines of Grace (2008)

### Chris Caffery
- Faces (2005)
- W.A.R.P.E.D. (2005)